# Pleione
Pleione (28 Tauri, BU Tauri) je proměnná hvězda spektrální třídy B8 Vne, která se nachází v otevřené hvězdokupě Plejády (M45) v souhvězdí Býka. Jasnost hvězdy se mění mezi 4,83 a 5,38 magnitudy, což ji řadí mezi nejjasnější proměnné hvězdy v hvězdokupě. Od Země je vzdálená přibližně 422 světelných let (129 parseků).

## Charakteristika hvězdy
Pleione je hvězda hlavní posloupnosti, která patří k mladým a horkým modrobílým hvězdám. Spektrální označení „B8 Vne“ naznačuje, že hvězda vykazuje emisní čáry v spektrech („ne“ označuje přítomnost emisních čar) a rychlou rotaci, což vytváří efekt „hvězdy s diskem“. Tato rychlá rotace dosahuje přibližně 329 km/s na rovníku, což způsobuje zploštění hvězdy a vynášení hmoty do okolí.
Pleione je známá svým diskem plynů, který kolem ní vytváří přechodné fáze mezi typem Be a hvězdou s vyvrženým diskem. Tyto fáze vedou k fluktuacím jasnosti, což z ní činí proměnnou hvězdu.
Pleione vykazuje proměnné fluktuace jasnosti v rozmezí 4,83–5,38 magnitudy, což ji řadí mezi proměnné hvězdy typu Be. Tyto změny souvisí s přítomností plynného disku, který může být nestabilní a periodicky se rozpadat a obnovovat.
Pleione je také blízkým průvodcem hvězdy Atlas, se kterou tvoří optickou dvojhvězdu.

## Proměnná jasnost
Pleione vykazuje proměnné fluktuace jasnosti v rozmezí 4,83–5,38 magnitudy, což ji řadí mezi proměnné hvězdy typu Be. Tyto změny souvisí s přítomností plynného disku, který může být nestabilní a periodicky se rozpadat a obnovovat.

## Vývoj hvězdy
Pleione je mladá hvězda s odhadovaným stářím pouze 100 milionů let, což je ve hvězdném měřítku krátká doba. Patří mezi hvězdy, které stále spalují vodík v jádře, a je tedy ve stadiu hlavní posloupnosti. V budoucnosti, za desítky milionů let, Pleione opustí hlavní posloupnost a vyvine se v červeného obra. Nakonec zakončí svůj život jako bílý trpaslík, podobně jako většina hvězd její hmotnostní kategorie.

## Poloha v Plejádách
Pleione je jednou z jasných hvězd hvězdokupy Plejády, která se nachází v souhvězdí Býka. Hvězdokupa je viditelná pouhým okem a Pleione spolu s Atlasem tvoří jednu z centrálních dvojhvězd v této skupině. Plejády jsou od Země vzdáleny přibližně 422 světelných let a obsahují více než 1000 hvězd, z nichž většina jsou mladé modré hvězdy.

## Etymologie
Název Pleione pochází z řecké mytologie, kde byla Pleione matkou Plejád, sedmi sester, které hvězdokupa symbolizuje. Jejím manželem byl Atlas, po kterém je pojmenována blízká hvězda.